# Alexander Smyth

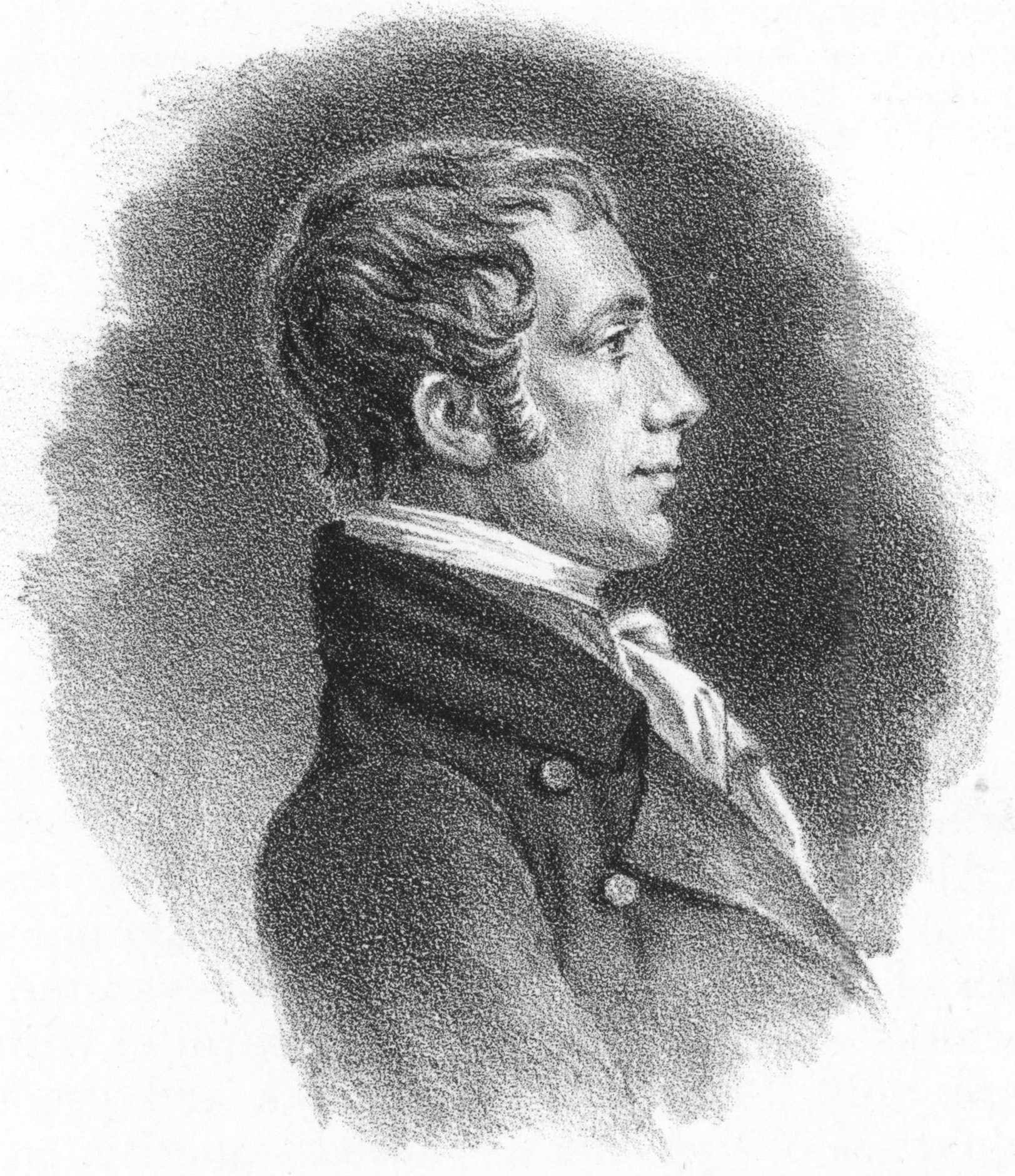
Alexander Smyth

Alexander Smyth (* 1765 auf Rathlin Island, Irland; † 17. April 1830 in Washington, D.C.) war ein irisch-amerikanischer Jurist, General des Kriegs von 1812 und Politiker.

## Leben
Smyth wanderte 1775 mit seiner Familie in die USA aus. Er wuchs in Virginia auf, studierte Rechtswissenschaften und wirkte als Rechtsanwalt. 1792 wurde er erstmals in das Abgeordnetenhaus von Virginia gewählt (ebenso 1796, 1801–1802 und 1804–1808), 1808/1809 in den Staatssenat.
1808 trat er mit dem Rang eines Obersten in die US Army  ein und erhielt die Funktion eines Generalinspekteurs für Kriegsminister William Eustis. Da er nicht über die für diese Aufgabe unabdingbaren militärischen Erfahrungen und Kenntnisse verfügte, war diese Ernennung offensichtlich Ergebnis politischer Einflussnahme. Smyth drängte nach dem Ausbruch des Kriegs von 1812 mit Großbritannien auf ein Feldkommando, wohl um mit militärischen Meriten seine politische Karriere zu fördern. Er wurde deshalb im September 1812 nach Buffalo versetzt und übernahm das Kommando über eine Einheit aus Berufssoldaten, sah sich aber dem Milizgeneral Stephen Van Rensselaer unterstellt. Aus seiner Verachtung für seinen Vorgesetzten machte er kein Hehl, verweigerte diesem in der Schlacht von Queenston Heights am 13. Oktober 1812 die Unterstützung und trug so zu einer verheerenden amerikanischen Niederlage bei.
Statt ihn vor ein Kriegsgericht zu stellen, beförderte man ihn zum Nachfolger Van Rensselaers. Er erwies sich in diesem Kommando aber als noch inkompetenter als sein Vorgänger. Zwar prahlte er mehrfach mit seinen Plänen, den Niagara River zu überschreiten und Fort Erie zu erobern, ein Angriffsversuch scheiterte jedoch in der Schlacht am Frenchman’s Creek am 28. November 1812 auf überaus klägliche Weise. Seine Soldaten brachte er an den Rand der Rebellion, sogar Attentatspläne soll es gegeben haben. Von dem ihm unterstellten Brigadegeneral Peter B. Porter wurde er öffentlich als Feigling gebrandmarkt und sogar zu einem Duell gefordert. Im März 1813 verlor er sein Kommando und verließ die Armee. Smyths Karriere ist ein Symptom für den schlechten Zustand der US-Armee im Krieg von 1812 und illustriert, warum die USA in diesem Krieg trotz drückender Überlegenheit ihr Ziel, Kanada zu erobern, nicht erreichten.
Smyth kehrte nach Virginia zurück, praktizierte als Rechtsanwalt und setzte trotz seiner wenig überzeugenden militärischen Leistungen seine politische Karriere fort. Er wurde 1816, 1817, 1826 und 1827 in das House of Delegates von Virginia gewählt. Von 1817 bis 1825 sowie von 1827 bis zu seinem Tod war er auch Abgeordneter der Demokratischen Republikaner im US-Repräsentantenhaus. Er starb am 17. April 1830 in Washington und wurde dort auf dem Congressional Cemetery beigesetzt. Das Smyth County in Virginia ist nach ihm benannt.